# Стар, Даррен
Даррен Стар (англ. Darren Star; род. 25 июля 1961) — американский телевизионный сценарист и продюсер.

## Биография
Мать Даррена была писательницей, а отец — хирургом-дантистом. Учился в школе «Winston Churchill High», а по её окончании поступил в Калифорнийский университет в Лос-Анджелесе.

## Карьера
В 24 года Стар продал свой первый сценарий фильма 1988 года «Проводя время на планете Земля». Когда он писал сценарий к фильму «Если бы взгляды могли убивать» 1991 года студия Fox заказала пилот сериала о школьниках из Беверли-Хиллз — сериал «Беверли-Хиллз, 90210», который стал культовым и в 1992 году Стар создал спин-офф для более взрослой аудитории под названием «Мелроуз-Плейс» (над обоими проектами сценарист работал с Аароном Спеллингом). Наконец в 1998 году на телеэкраны выходит новый долгожданный проект канала HBO «Секс в большом городе» по мотивам заметок журналистки Кэндес Бушнелл. Стар также выступил продюсером и ведущим сценаристом шоу, шедшего в эфире 6 лет и породившего два кинопродолжения.
Кроме того, Стар принимал участие в работе над сериалами «Кашемировая мафия» (канала ABC), «Гросс-Пойнт» (Warner Bros.), мини-сериалом «Улица» (Fox) и др. Выступил исполнительным продюсером фильма «Секс в большом городе», вышедшего летом 2008 года.
В настоящее время канал HBO заказал Стару сценарий пилота сериала под названием «Дневники Манхэттенской девушки по вызову» (en:Diary of a Manhattan Call Girl).

## Личная жизнь
Даррен Стар — еврей. В данный момент проживает в Нью-Йорке и Лос-Анджелесе. Согласно данным гей-журнала «The Advocate», Даррен Стар — гомосексуал.

## Награды
В 2002 году получил премию Austin Film Festival в номинации «Выдающийся сценарист телевидения».

## Фильмография

### Сценарист
- 1988 — Проводя время на планете Земля
- 1990 — 2000 — Беверли-Хиллз, 90210
- 1991 — Если бы взгляды могли убивать
- 1992 — Невероятные приключения Билла и Теда
- 1992—1999 — Мелроуз-Плейс
- 1995—1996 — Нью-Йорк, Центральный парк
- 1998—2004 — Секс в большом городе
- 2000—2001 — Улица
- 2000—2001 — Гросс-Пойнт
- 2003—2005 — Сваха
- 2008 — Секс в большом городе
- 2010 — Секс в большом городе 2

### Продюсер
- 1990—2000 — Беверли-Хиллз, 90210
- 1992—1999 — Мелроуз-Плейс
- 1998—2004 — Секс в большом городе
- 2000—2001 — Улица
- 2000—2001 — Гросс-Пойнт
- 2005—2006 — Секреты на кухне
- 2003—2005 — Сваха
- 2007 — Манхилд
- 2008 — Секс в большом городе
- 2010 — Секс в большом городе 2
- 2011 — Хорошие христианские леди
- 2015 — Юная
- 2020 — Эмили в Париже

### Режиссёр
- 1990—2000 — Беверли-Хиллз, 90210
- 1998—2004 — Секс в большом городе
- 2005—2006 — Секреты на кухне
- 2003—2005 — Сваха
- 2011 — Король лягушек
- 2015 — Юная